# Börje Leander
Oscar Börje Leander (Avesta (Suécia), 7 de março de 1918 – 30 de outubro de 2013) foi um futebolista sueco que atuava como meio-campo, campeão olímpico.

## Carreira
Börje Leander fez parte da geração de medalha de ouro sueca de Londres 1948. 